# Marbéville
Marbéville est une commune française située dans le département de la Haute-Marne, en région Grand Est.

## Géographie
Située à 315 mètres d'altitude, la commune s'étend sur 17,7 km2 dont une grande partie en forêt.

### Hydrographie
La commune est dans la région hydrographique « la Seine de sa source au confluent de l'Oise (exclu) » au sein du bassin Seine-Normandie. Elle n'est drainée par aucun cours d'eau,.

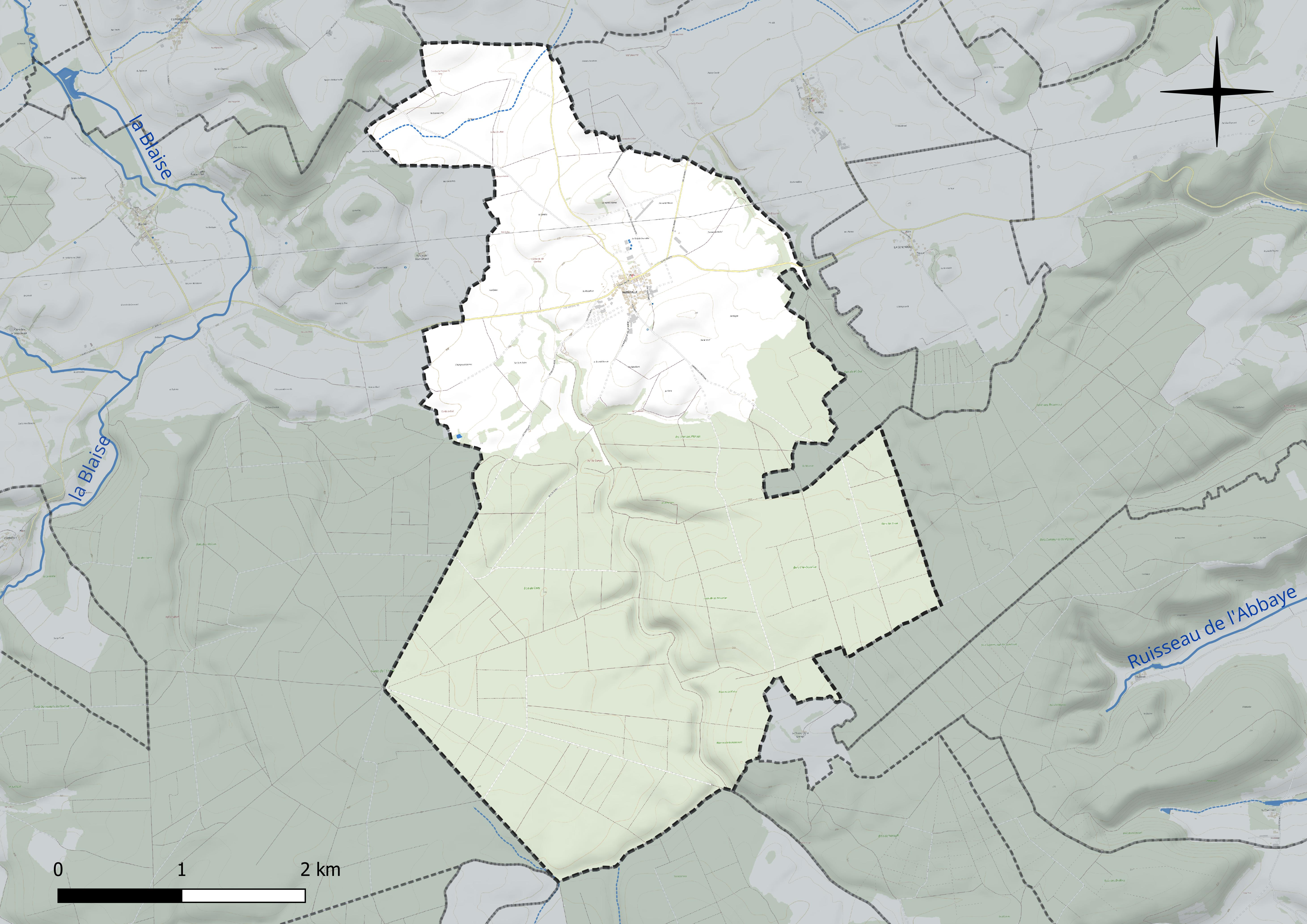
Réseau hydrographique de Marbéville.

### Climat
Pour des articles plus généraux, voir Climat du Grand Est et Climat de la Haute-Marne.
En 2010, le climat de la commune est de type climat de montagne, selon une étude du Centre national de la recherche scientifique s'appuyant sur une série de données couvrant la période 1971-2000. En 2020, Météo-France publie une typologie des climats de la France métropolitaine dans laquelle la commune est exposée à un climat océanique altéré et est dans la région climatique  Lorraine, plateau de Langres, Morvan, caractérisée par un hiver rude (1,5 °C), des vents modérés et des brouillards fréquents en automne et hiver. 
Pour la période 1971-2000, la température annuelle moyenne est de 9,9 °C, avec une amplitude thermique annuelle de 16,3 °C. Le cumul annuel moyen de précipitations est de 968 mm, avec 13,7 jours de précipitations en janvier et 9,4 jours en juillet. Pour la période 1991-2020, la température moyenne annuelle observée sur la station météorologique de Météo-France la plus proche, « Blécourt », sur la commune de Blécourt à 12 km à vol d'oiseau, est de 10,8 °C et le cumul annuel moyen de précipitations est de 879,6 mm. 
La température maximale relevée sur cette station est de 40,2 °C, atteinte le 25 juillet 2019 ; la température minimale est de −18 °C, atteinte le 20 décembre 2009,,. 
Les paramètres climatiques de la commune ont été estimés pour le milieu du siècle (2041-2070) selon différents scénarios d'émission de gaz à effet de serre à partir des nouvelles projections climatiques de référence DRIAS-2020. Ils sont consultables sur un site dédié publié par Météo-France en novembre 2022.

## Urbanisme

### Typologie
Au 1er janvier 2024, Marbéville est catégorisée commune rurale à habitat dispersé, selon la nouvelle grille communale de densité à sept niveaux définie par l'Insee en 2022.
Elle est située hors unité urbaine et hors attraction des villes,.

### Occupation des sols
L'occupation des sols de la commune, telle qu'elle ressort de la base de données européenne d’occupation biophysique des sols Corine Land Cover (CLC), est marquée par l'importance des forêts et milieux semi-naturels (62,5 % en 2018), une proportion identique à celle de 1990 (62,5 %). La répartition détaillée en 2018 est la suivante : 
forêts (60,2 %), terres arables (35,9 %), milieux à végétation arbustive et/ou herbacée (2,2 %), zones urbanisées (1,6 %). L'évolution de l’occupation des sols de la commune et de ses infrastructures peut être observée sur les différentes représentations cartographiques du territoire : la carte de Cassini (XVIIIe siècle), la carte d'état-major (1820-1866) et les cartes ou photos aériennes de l'IGN pour la période actuelle (1950 à aujourd'hui).

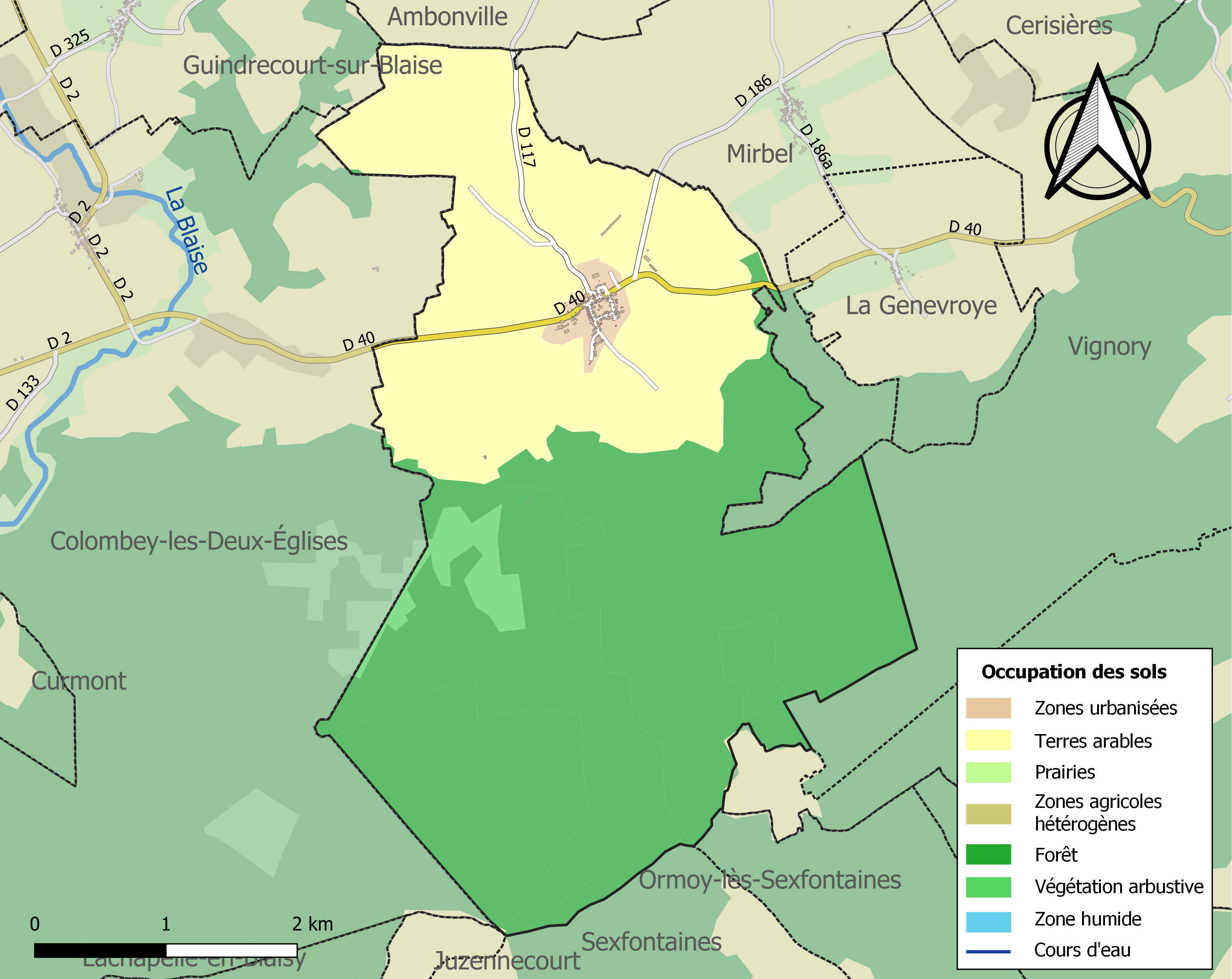
Carte des infrastructures et de l'occupation des sols de la commune en 2018 (CLC).

## Toponymie
Le nom de la localité est attesté sous les formes Marbeuvilla (1237) ; Marbuéville (1248) ; Marbéville (1350) ; Marbevilla (XIVe siècle) ; Marbainville (1436).

## Histoire
Le village a toujours eu une vocation agricole très importante.
La seigneurie appartenait au baron du Châtelet (de Cirey-sur-Blaise).
Il n'est pas fait mention sur la commune de château ni même de maison forte. Aucune famille noble n'a séjourné sur le village d'après les registres paroissiaux. Voici quelques familles importantes ou de certains personnages qui ont marqué l'histoire du village.

### Les familles du village[15]
Tout d'abord mentionnons maître Nicolas Rhin né à Marbéville vers 1585, il fut sergent et huissier royal à Daillancourt puis lieutenant de Justice pour le compte de la famille de Choiseul à Ambonville.
- Les Georges

Maître Pierre Euvrard né vers 1590, est cité comme le premier lieutenant de la justice de Marbéville. Son gendre Aubin George, probablement originaire d'Ambonville, est incontestablement le personnage le plus important de la commune en cette fin du XVIIe siècle.
Substitut du procureur fiscal, praticien (notaire seigneurial) et surtout marchand, Aubin George est un individu avec lequel il faut compter dans la petite région du Blaisois. Il épouse Margueritte Euvrard fille de Pierre Euvrard nommé précédemment. De leur union mentionnons :
a) Maître François George, procureur fiscal de la seigneurie d'Ambonville pour le compte des Choiseul, il fut également syndic perpétuel d'Ambonville et marchand.
b) Maître Nicolas George, marchand et exempt de la maréchaussée d'Ambonville (chargé du ravitaillement des troupes).
c) Maître Pierre George, est né à Marbéville vers 1665 et y demeure. Nommé lieutenant de la Justice de Marbéville, il est aussi exempt et syndic perpétuel de la commune. Il épouse damoiselle Anne Donnot fille de François Donnot, lieutenant au bailliage de Montier-sur-Saulx (Meuse). Pierre George s'éteint le 8 janvier 1731. Après son décès les Georges n'auront plus aucune influence sur la commune tout du moins en leur nom propre.
- Les Guyot

Dans le même temps, une autre famille apparaît dans la commune ou plus exactement un autre personnage. Il s’agit de Joseph Guyot (1610-1687). Il est né à Bouzancourt aux alentours de 1610, d'abord laboureur à Bouzancourt, il épouse en second Nicole Harmand (1620-1699) originaire de Blaise. Les Harmand sont une famille de maîtres taillandiers, mais aussi de maîtres armuriers et arquebusiers. L'un d'eux, Étienne, fait fortune et épouse même Margueritte de Saulx issue de la noblesse.
Joseph Guyot et Nicole Harmand s'installent à Marbéville aux environs de 1650. Ils sont les ancêtres de la nombreuse descendance Guyot et de beaucoup de Marbévillois aujourd'hui.
Au XVIIe siècle, les Guyot n'ont que peu d'influence sur la commune. Il faut parler au départ d'un essor démographique qui s'effectue principalement par François Guyot (1654-1729) et fils de Joseph. François Guyot épouse le 15 février 1707 Pierrette Desnouveaux de Mirbel et issue d'une famille de Charpentier. De leur union, trois fils nous intéressent, Charles, François et Bernard Guyot. Ils épousent tous les trois, les trois sœurs Voillequin de Biernes et filles de maître Pierre Voillequin, lieutenant de la Baronnie de la Voivre. Ce sont ces trois frères qui sont à l'origine de l'ascension sociale de la famille Guyot. Bien que certains vont exercer quelques charges dans la justice locale, citons Joseph (1748-1819) syndic de Marbéville, François (1740-1800) greffier en la justice et surtout Jean François (1741-1828) greffier en la Justice, officier public élu le 8 janvier 1793 puis maire de 1808 à 1815, la vocation des Guyot est tournée essentiellement vers l'accroissement des terres. De plus la période est favorable et la Révolution pointe à l'horizon. Les Guyot deviennent en ce début du XIXe siècle les propriétaires terriens les plus importants de la région. Dans un souci de conserver le patrimoine, ils s’orientent inexorablement vers des mariages consanguins. La période faste de cette famille couvre plus d'un siècle. Elle débute vers 1740 pour finir vers 1880. Citons quelques personnages :
a) Jean François Guyot est né le 27 décembre 1741 à Marbéville, il est fils de Charles Guyot (1715-1773) et d'Anne Voillequin. Greffier en la justice du lieu il épouse dame Marie Thérèse Tarlet, fille de Firmin Eugène Tarlet, receveur des Fermes du roi à Vignory, admodiateur des domaines du prieuré de Saint-Blin, procureur fiscal de la seigneurie de Marbéville et bourgeois de Vignory et Marbéville. 
Marie Thérèse Tarlet était l'arrière-petite-fille de Maître Pierre George. 
Jean François Guyot mentionné bourgeois de Marbéville, sera le premier officier public (maire) de la commune et son beau-père prendra la suite quelques années plus tard. Son fils Pierre Eugène Guyot briguera lui aussi un mandat de 1815 à 1830. Il faut souligner que l'élection des maires de l'époque n'est pas le fruit du vote de la populace mais provient d'une nomination de l'administration qui choisit le plus souvent parmi les plus notables voir parmi les nobles s’ils existent dans la commune.
b) François Martin Alexis Guyot est né le 19 janvier 1779 à Marbéville. C'est un personnage incontournable en ce début de XIXe siècle. Important propriétaire terrien, il est également élu maire de la commune dans les années 1835. Il épouse Marie Jeanne Guyot sa cousine issue de germain par deux fois. Marie Jeanne Guyot est la petite-fille de Claude Girardin, Marchand de Lachapelle et l'arrière-petite-fille de Sébastien Paulin, Procureur Fiscal de Lachapelle en Blaisy. Leur fils Alexandre Guyot (1817-1895) sera également maire de la commune pendant près de vingt ans.
- Les Piot

Incontestablement la famille la plus nombreuse de la commune (environ 300 naissances en deux siècles). En 1820 les familles Piot et Guyot composent à elles seules environ 30 % de la population.
Comme nous l'avons dit, la vocation économique du village repose essentiellement sur l'agriculture. Néanmoins la proximité de la forêt de l'Étoile, appelé forêt de Lenoncourt sous l'ancien régime parce qu'ayant appartenu longtemps à cette famille noble de Lorraine, conduit nombre d'habitants du village à exercer le métier de charbonnier. Les Piot furent parmi les premiers charbonniers de l'étoile. Citons :
a) Jean Piot, né peut-être à Marbéville aux environs de 1635, il est charbonnier dans la forêt de l'Étoile, tantôt sur le finage de Marbéville, tantôt sur celui de Lachapelle et de Lamothe ainsi que d'Ormoy. Il épouse Barbe Thierry de Lamothe.
b) Claude Piot (1684-1761), petit-fils du précédent, et maître charbonnier dans les bois de Lenoncourt. Il épouse Marie Caput de Montherie. De leur union mentionnons : Louis, Edmé et Jean Piot tous trois maîtres charbonniers à l'Étoile et Jacques Piot charbonnier à Sexfontaines.
Loin d'être des gens incultes (il suffit de considérer leurs signatures), ils sont souvent parmi ceux qui possèdent le savoir. 
Ainsi Noel Piot (1675-1750) fils de Jean Piot et de Barbe Thierry fut recteur d'école de Marbéville pendant près de 35 ans. 
Citons également François Piot, né à Marbéville en 1694 et maître de forge à Bologne.
Un autre François Piot, sabotier, né le 10 novembre 1748 ainsi que son frère Pierre Piot et garde forestier pour la famille du Chatelet font partie des personnages de la commune en cette fin du XVIIIe siècle.
Il nous faut parler également de Pierre Nicolas Piot, né le 2 novembre 1805 à Marbéville et mort à Paris le 1er septembre 1877 qui fut longtemps instituteur dans la commune.
- Les Demerson

Les Demerson sont originaires de Villiers-sur-Marne. L'un d'eux, maître Nicolas Demerson (1645-1686), domicilié à Guindrecourt, fut lieutenant de la Justice de Marbéville avant la nomination de maître Pierre George. Son petit-fils, Mames Demerson (1714-1789) était venu s'installer à Marbéville en 1749. Il contracta alliance en second avec Margueritte Guyot (1742-1787). De cette union est née Anne Demerson le 17 avril 1786 à Marbéville. C'est sans doute l'enfant du village la plus célèbre. Entrée à la Comédie-Française en 1810, ce fut une comédienne de talent et de grand succès. Elle fut sociétaire de la Comédie-Française pendant vingt ans.
- Les Multier

L'origine de la famille Multier à Marbéville vient de Joseph Multier (1710-1784), originaire de Blaise, il s'installe dans la commune en 1730 lors de son mariage avec Jeanne Bertrand matrone jurée de Marbéville (1713-1785). Les débuts de cette famille sont modestes. De surcroît la famille Bertrand est plutôt pauvre. Jean Bertrand l’aïeul de Jeanne Bertrand est mendiant dans la commune. Il faut attendre le petit-fils de Joseph, Pierre Nicolas Edmé Multier né en 1764, pour percevoir une évolution sociale. Pierre Nicolas Edmé Multier épouse Anne Charlotte Cultrud de La Genevroye. De leur union, citons Charles Nicolas Multier (1799-1886), prêtre de Marbéville et Nicolas Multier (1794-1883) propriétaire et maire de la commune. L'influence de cette famille est surtout perceptible dans la seconde moitié du XIXe siècle avec Antoine Sigismond Multier, né en 1838, propriétaire et maire de la commune. Victor Nicolas Multier, né en 1857, et René Marie Georges Multier, né en 1888, ses neveux, furent eux aussi maires de Marbéville.
- Les Fourrier

C'est une famille originaire de Cerizières. Les Fourrier de Marbéville tirent leur origine de Nicolas Fourrier (1721-1796). Né probablement à la ferme de Morfontaine dont son père Jacques Fourrier est administrateur il s'installe dans le village en 1744 lors de son mariage avec Marie Simonne Maillot du dit lieu. Très vite Nicolas Fourrier s'impose dans la commune. Pierre Fourrier son fils est recteur d'école de 1766 à 1771 puis aubergiste à Soncourt. Juste Fourrier un autre de ses fils est lui aussi  aubergiste, tandis que Nicolas et Jacques sont cultivateurs.
L'un des descendants, Ernest Hyppolite Fourrier, né en 1856  sera maire de la commune en 1902, il est décédé en Seine-et-Marne avec sa femme Marie Anasthasie Huot.
- Les Huot

Originaire de Lamothe. Le premier à être mentionné est Simon Huot (1675-ca1725) alors greffier de la Justice de Lamothe mais celui-ci ne résidera jamais à Marbéville. Son petit-fils François Huot, résidant à Curmont, contracte alliance à Marbéville avec Barbe Piot, petite-fille de Noel Piot et recteur d'école, mais lui aussi ne sera jamais un habitant de la commune. Ce sont ses fils, François et Jacques Alexandre Huot, qui s'installent dans le village en 1804. Le premier François épouse Marie Jeanne Fourrier, fille de Nicolas Fourrier et Edmée Demerson, et le second Jacques Alexandre prend pour femme Marie Edmée Piot, fille de François Piot (cité plus haut) et de Marie Fourrier. Très vite les Huot se révèlent être des propriétaires importants. Le plus en vue d'entre eux est sans doute Jacques François Huot (1808-1882) qui s'allie avec Célénie Daubanton, fille du notable Claude Daubanton de Rouécourt. Citons également Jacques Alexandre Huot (1820-1863), son frère, qui fut diacre à Paris puis prêtre et missionnaire en Chine.

## Politique et administration
| Période                                  | Période  | Identité         | Étiquette | Qualité |
| ---------------------------------------- | -------- | ---------------- | --------- | ------- |
| mars 2001                                | En cours | Michel Courageot |           |         |
| Les données manquantes sont à compléter. |          |                  |           |         |

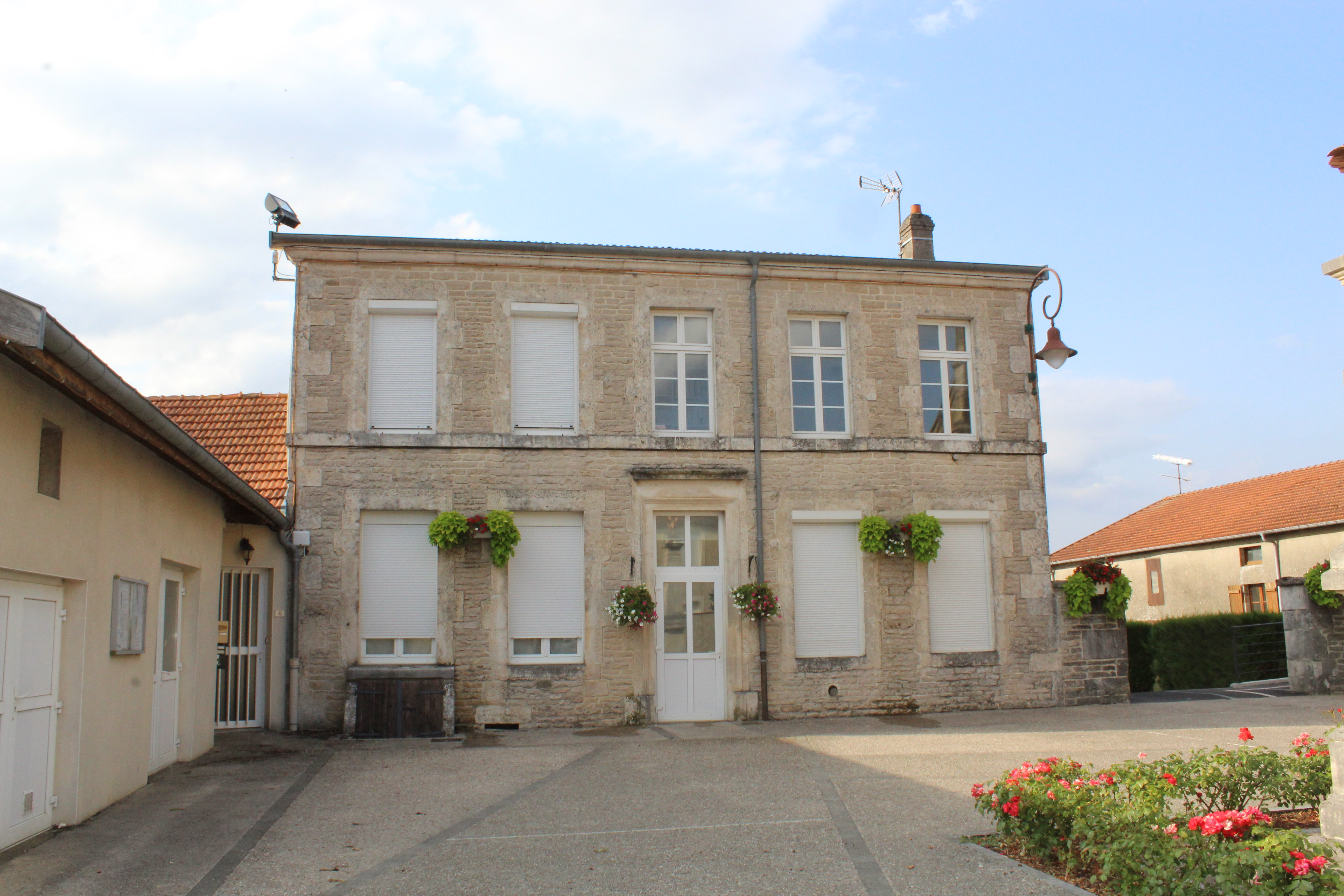
La mairie.

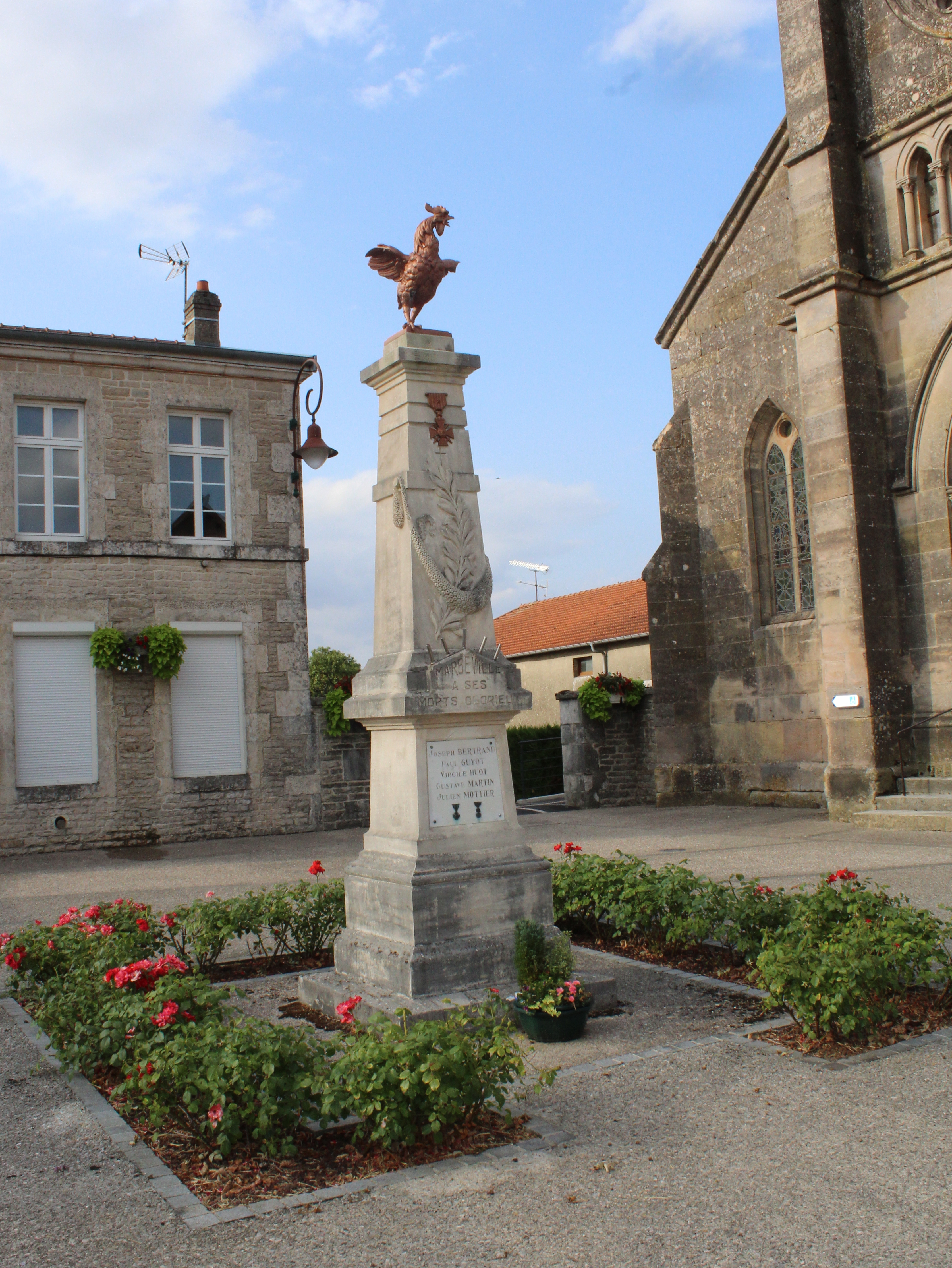
Le monument aux morts.

Maires de Marbéville (naissance et décès) :
Jean François GUYOT 1741
Joseph GUYOT 1748-1819 (cousin germain de Jean François Guyot)
Claude COLLOT ca 1752
Pierre Eugène GUYOT 1775 (fils de Jean François Guyot)
François Martin Alexis GUYOT 1779-1868 (neveu de Joseph Guyot)
Nicolas MULTIER 1794-1883
Alexandre GUYOT 1817-1895 (fils de François Martin Alexis Guyot)
Antoine Sigismond MULTIER 1838 (fils de Nicolas Multier)
Ernest Hyppolite FOURRIER 1856
Victor Nicolas MULTIER 1857- (petit-fils de Nicolas Multier)
René Marie Georges MULTIER 1888-ca1981 (fils du précédent)

## Population et société

### Démographie

#### Évolution démographique
L'évolution du nombre d'habitants est connue à travers les recensements de la population effectués dans la commune depuis 1793. Pour les communes de moins de 10 000 habitants, une enquête de recensement portant sur toute la population est réalisée tous les cinq ans, les populations de référence des années intermédiaires étant quant à elles estimées par interpolation ou extrapolation. Pour la commune, le premier recensement exhaustif entrant dans le cadre du nouveau dispositif a été réalisé en 2004.

En 2022, la commune comptait 100 habitants, en évolution de +3,09 % par rapport à 2016 (Haute-Marne : −4,62 %, France hors Mayotte : +2,11 %).
| 1793 | 1800 | 1806 | 1821 | 1831 | 1836 | 1841 | 1846 | 1851 |
| ---- | ---- | ---- | ---- | ---- | ---- | ---- | ---- | ---- |
| 225  | 227  | 235  | 253  | 306  | 310  | 322  | 323  | 311  |

| 1856 | 1861 | 1866 | 1872 | 1876 | 1881 | 1886 | 1891 | 1896 |
| ---- | ---- | ---- | ---- | ---- | ---- | ---- | ---- | ---- |
| 300  | 296  | 288  | 256  | 242  | 225  | 215  | 220  | 218  |

| 1901 | 1906 | 1911 | 1921 | 1926 | 1931 | 1936 | 1946 | 1954 |
| ---- | ---- | ---- | ---- | ---- | ---- | ---- | ---- | ---- |
| 185  | 180  | 158  | 126  | 146  | 156  | 168  | 192  | 167  |

| 1962 | 1968 | 1975 | 1982 | 1990 | 1999 | 2004 | 2006 | 2009 |
| ---- | ---- | ---- | ---- | ---- | ---- | ---- | ---- | ---- |
| 191  | 136  | 126  | 120  | 94   | 101  | 105  | 104  | 113  |

| 2014 | 2019 | 2022 | - | - | - | - | - | - |
| ---- | ---- | ---- | - | - | - | - | - | - |
| 101  | 99   | 100  | - | - | - | - | - | - |

## Économie
La commune compte une quarantaine d'emplois répartis entre trois entreprises (scierie, matériel agricole, transport) implantées depuis plusieurs générations.

## Lieux et monuments

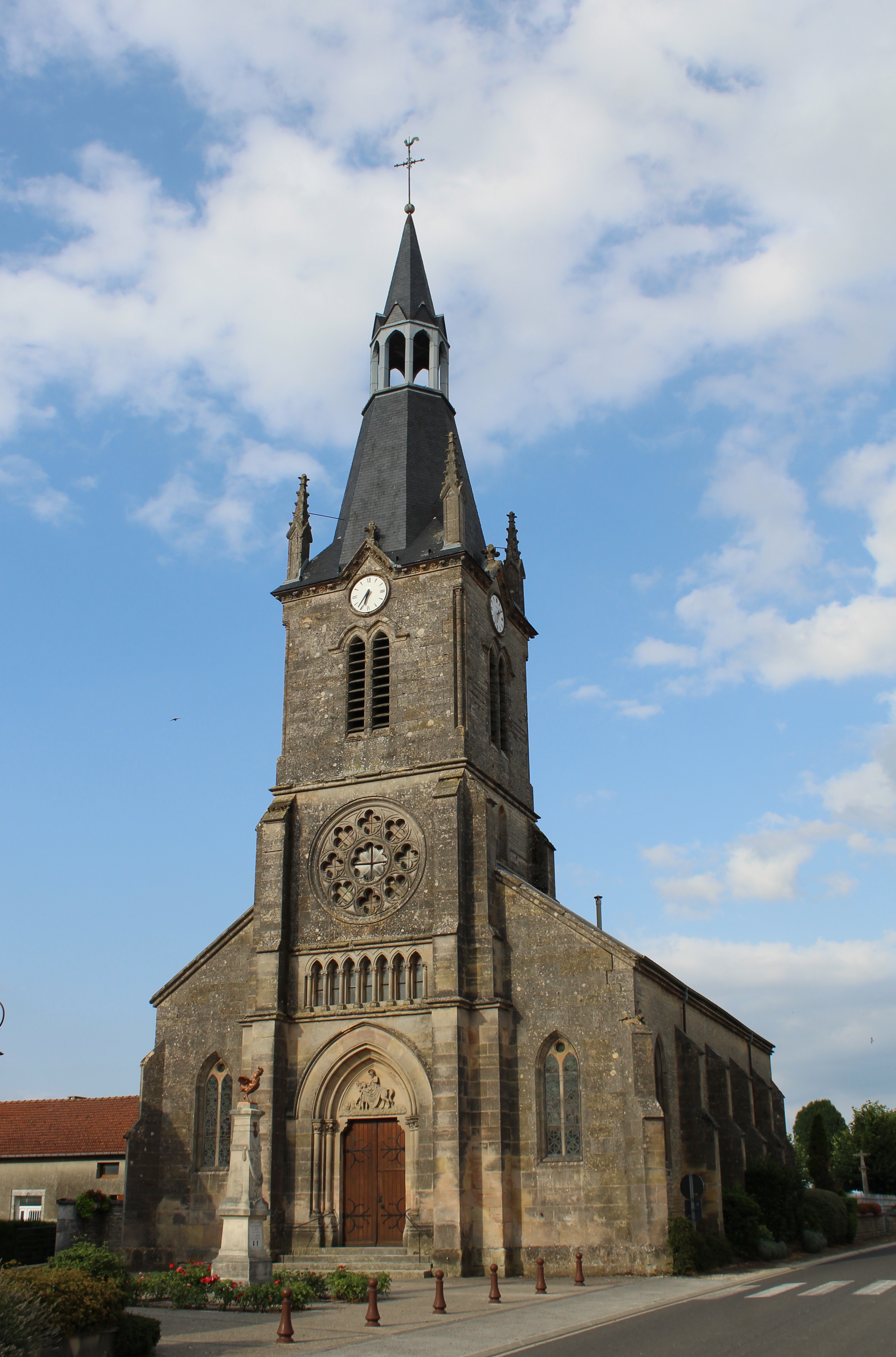
L'église.

- Église Saint Martin.

## Personnalités liées à la commune
- Nicolas Rhin, né vers 1585 à Marbéville, huissier royal à Daillancourt et lieutenant en la justice d'Ambonville pour la famille de Choiseul.
- Pierre Euvrard, né vers 1595, lieutenant en la Justice de Marbéville.
- Aubin George (1620-1700), notaire seigneurial, substitut du procureur fiscal, marchand.
- Pierre George (1666-1731), lieutenant en la Justice de Marbéville, exempt, syndic perpétuel.
- Noêl Piot (1677-1750), recteur d'école de Marbéville de 1696 à 1727 et de 1742 à 1745.
- François Piot (1694-), maître de forge à Bologne.
- Louis Antoine Crozat (1700-1770), seigneur de Marbéville et collectionneur d'art
- Firmin Eugène Tarlet (1730-1805), procureur fiscal, bourgeois de Vignory, maire de Marbéville.
- Jean François Guyot (1741-1815), 1er maire de la commune, bourgeois de Marbéville, greffier.
- Anne Demerson (1786-1872), comédienne de théâtre de renom entrée à la Comédie-Française en 1810.
- Pierre Nicolas Piot (1805-1877), instituteur de Marbéville, mort à Paris.
- Jacques Alexandre Huot (1820-1863), prêtre puis missionnaire en Chine où il meurt.